# E-Prix di Città del Messico 2020
L'E-Prix di Città del Messico 2020 (ufficialmente 2020 CBMM Niobium Mexico City E-Prix) è stato il quarto appuntamento del Campionato di Formula E 2019-2020, che si è tenuto all'Autodromo Hermanos Rodríguez il 15 febbraio 2020.
La gara è stata vinta da Mitch Evans, seguito da António Félix da Costa, in seconda posizione, e da Sébastien Buemi, in terza posizione. La Pole Position è stata ottenuta da André Lotterer.

## Prima della gara

### Tracciato
Il tracciato del circuito è stato modificato come quello della gara precedente, aggiungendo una nuova sezione composta da 5 curve dopo la curva 2 ed eliminando le chicane, rendendo più facile l'entrata nello stadio Foro Sol.

### Mahindra Racing
Prima dell'inizio del weekend di gara, la Mahindra Racing ha sostituito il cambio nelle vetture di Jérôme d'Ambrosio e di Pascal Wehrlein, violando gli articoli 28.4 e 28.5 del regolamento. Gli stewarts hanno deciso di penalizzare entrambi di 40 posizioni, visto che la griglia è formata da solo 24 vetture, D'Ambrosio durante la gara ha ricevuto uno Stop and Go di 10 secondi, mentre Wehrlein ha ricevuto solamente un Drive Throw per essersi qualificato in quarta posizione, compensando le 16 posizioni rimaste.

## Prove libere
| Pos.           | No.            | Pilota                 | Squadra                 | Tempo          |
| Prove libere 1 | Prove libere 1 | Prove libere 1         | Prove libere 1          | Prove libere 1 |
| -------------- | -------------- | ---------------------- | ----------------------- | -------------- |
| 1              | 48             | Edoardo Mortara        | ROKiT Venturi Racing    | 1:09.273       |
| 2              | 94             | Pascal Wehrlein        | Mahindra Racing         | 1:09.620       |
| 3              | 64             | Jérôme d'Ambrosio      | Mahindra Racing         | 1:10.087       |
| Prove libere 2 |                |                        |                         |                |
| 1              | 2              | Sam Bird               | Envision Virgin Racing  | 1:07.672       |
| 2              | 13             | António Félix da Costa | DS Techeetah            | 1:07.791       |
| 3              | 20             | Mitch Evans            | Panasonic Jaguar Racing | 1:08.025       |

## Qualifiche
| Gruppi qualifiche | Gruppi qualifiche | Gruppi qualifiche | Gruppi qualifiche | Gruppi qualifiche | Gruppi qualifiche | Gruppi qualifiche |
| ----------------- | ----------------- | ----------------- | ----------------- | ----------------- | ----------------- | ----------------- |
| Gruppo 1          | VAN (1)           | SIM (2)           | BIR (3)           | GUE (4)           | DIG (5)           | ROW (6)           |
| Gruppo 2          | DAC (7)           | EVA (8)           | LOT (9)           | MOR (10)          | DEV (11)          | WEH (12)          |
| Gruppo 3          | FRI (13)          | CAL (14)          | ABT (15)          | JEV (16)          | MAS (17)          | DAM (18)          |
| Gruppo 4          | HAR (19)          | TUR (20)          | BUE (21)          | MUL (22)          | JAN (23)          | QMA (24)          |

| Pos.        | No. | Pilota                 | Squadra                   | Qualifica    | Superpole | Griglia |
| ----------- | --- | ---------------------- | ------------------------- | ------------ | --------- | ------- |
| 1           | 36  | André Lotterer         | TAG Heuer Porsche         | 1:08.346     | 1:07.922  | 1       |
| 2           | 20  | Mitch Evans            | Panasonic Jaguar Racing   | 1:08.174     | 1:07.985  | 2       |
| 3           | 94  | Pascal Wehrlein        | Mahindra Racing           | 1:08.362     | 1:08.200  | 24      |
| 4           | 17  | Nyck de Vries          | Mercedes-Benz EQ          | 1:08.294     | 1:08.214  | 3       |
| 5           | 23  | Sébastien Buemi        | Nissan e.dams             | 1:08.363     | 1:08.364  | 4       |
| 6           | 2   | Sam Bird               | Envision Virgin Racing    | 1:08.394     | 1:08.444  | 5       |
| 7           | 4   | Robin Frijns           | Envision Virgin Racing    | 1:08.435     |           | 6       |
| 8           | 7   | Nico Müller            | GEOX Dragon               | 1:08.479     | 7         |         |
| 9           | 25  | Jean-Éric Vergne       | DS Techeetah              | 1:08.496     | 8         |         |
| 10          | 13  | António Félix da Costa | DS Techeetah              | 1:08.540     | 9         |         |
| 11          | 5   | Stoffel Vandoorne      | Mercedes-Benz EQ          | 1:08.636     | 10        |         |
| 12          | 48  | Edoardo Mortara        | ROKiT Venturi Racing      | 1:08.661     | 11        |         |
| 13          | 22  | Oliver Rowland         | Nissan e.dams             | 1:08.726     | 12        |         |
| 14          | 64  | Jérôme d'Ambrosio      | Mahindra Racing           | 1:08.788     | 23        |         |
| 15          | 6   | Brendon Hartley        | GEOX Dragon               | 1:08.878     | 13        |         |
| 16          | 18  | Neel Jani              | TAG Heuer Porsche         | 1:08.880     | 14        |         |
| 17          | 11  | Lucas Di Grassi        | Audi Sport ABT Schaeffler | 1:08.998     | 15        |         |
| 18          | 28  | Maximilian Günther     | BMW i Andretti Motorsport | 1:09.098     | 16        |         |
| 19          | 51  | James Calado           | Panasonic Jaguar Racing   | 1:09.331     | 17        |         |
| 20          | 27  | Alexander Sims         | BMW i Andretti Motorsport | 1:09.376     | 18        |         |
| 21          | 19  | Felipe Massa           | ROKiT Venturi Racing      | 1:09.450     | 19        |         |
| 22          | 33  | Ma Qinghua             | NIO 333                   | 1:10.176     | 20        |         |
| Limite 110% |     |                        |                           |              |           |         |
| 23          | 3   | Oliver Turvey          | NIO 333                   | 2:10.061     |           | 21      |
| 24          | 66  | Daniel Abt             | Audi Sport ABT Schaeffler | Nessun tempo | 22        |         |
| Fonte:      |     |                        |                           |              |           |         |

## Gara

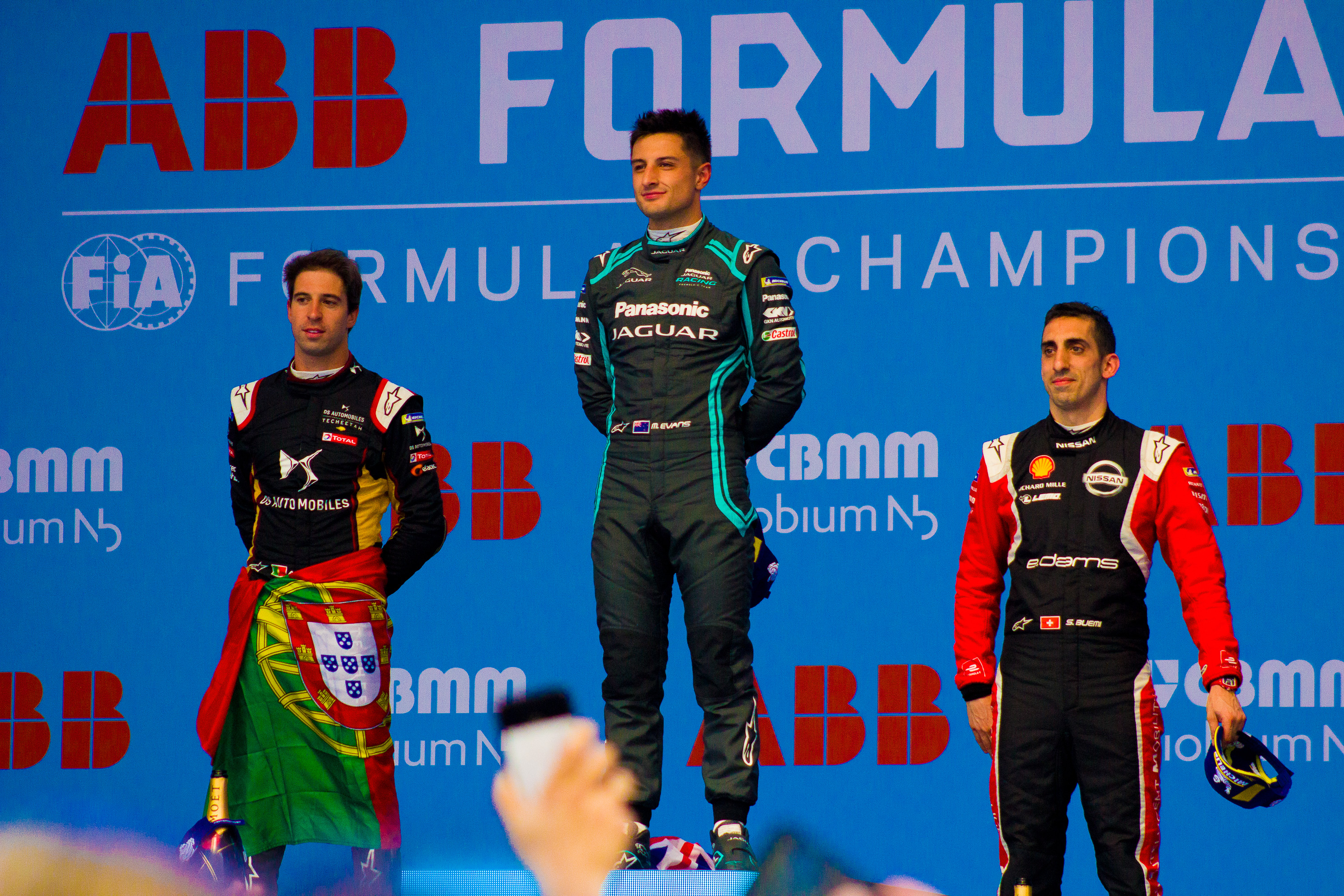
Il podio: da sinistra António Félix da Costa, Mitch Evans e Sébastien Buemi.

| Pos.   | No. | Pilota                 | Squadra                   | Giri | Tempo/Ritiro       | Griglia | Punti  |
| ------ | --- | ---------------------- | ------------------------- | ---- | ------------------ | ------- | ------ |
| 1      | 20  | Mitch Evans            | Panasonic Jaguar Racing   | 36   | 46:42.093          | 2       | 25 + 1 |
| 2      | 13  | António Félix da Costa | DS Techeetah              | 36   | +4.271             | 9       | 18     |
| 3      | 23  | Sébastien Buemi        | Nissan e.dams             | 36   | +6.181             | 4       | 15     |
| 4      | 25  | Jean-Éric Vergne       | DS Techeetah              | 36   | +14.331            | 8       | 12     |
| 5      | 27  | Alexander Sims         | BMW i Andretti Motorsport | 36   | +19.244            | 18      | 10 + 1 |
| 6      | 11  | Lucas Di Grassi        | Audi Sport ABT Schaeffler | 36   | +28.346            | 15      | 8      |
| 7      | 22  | Oliver Rowland         | Nissan e.dams             | 36   | +29.750            | 12      | 6      |
| 8      | 48  | Edoardo Mortara        | ROKiT Venturi Racing      | 36   | +30.204            | 11      | 4      |
| 9      | 94  | Pascal Wehrlein        | Mahindra Racing           | 36   | +31.132            | 24      | 2      |
| 10     | 64  | Jérôme d'Ambrosio      | Mahindra Racing           | 36   | +32.818            | 23      | 1      |
| 11     | 28  | Maximilian Günther     | BMW i Andretti Motorsport | 36   | +35.512            | 16      |        |
| 12     | 6   | Brendon Hartley        | GEOX Dragon               | 36   | +36.399            | 13      |        |
| 13     | 3   | Oliver Turvey          | NIO 333                   | 36   | +50.888            | 21      |        |
| 14     | 18  | Neel Jani              | TAG Heuer Porsche         | 36   | +1:04.891          | 14      |        |
| NC     | 5   | Stoffel Vandoorne      | Mercedes-Benz EQ          | 35   | Incidente          | 10      |        |
| Rit    | 2   | Sam Bird               | Envision Virgin Racing    | 31   | Incidente          | 5       |        |
| Rit    | 66  | Daniel Abt             | Audi Sport ABT Schaeffler | 30   | Handling           | 22      |        |
| Rit    | 33  | Ma Qinghua             | NIO 333                   | 25   | Incidente          | 20      |        |
| Rit    | 17  | Nyck de Vries          | Mercedes-Benz EQ          | 18   | Freni              | 3       |        |
| Rit    | 36  | André Lotterer         | TAG Heuer Porsche         | 11   | Collisione         | 1       | 3      |
| Rit    | 19  | Felipe Massa           | ROKiT Venturi Racing      | 6    | Incidente          | 19      |        |
| Rit    | 7   | Nico Müller            | GEOX Dragon               | 2    | Incidente          | 7       |        |
| SQ     | 51  | James Calado           | Panasonic Jaguar Racing   | 36   | Eccesso di energia | 17      |        |
| SQ     | 4   | Robin Frijns           | Envision Virgin Racing    | 36   | Eccesso di energia | 6       |        |
| Fonte: |     |                        |                           |      |                    |         |        |

## Classifica
Classifica piloti
| +/-    | Pos | Pilota                 | Punti |
| ------ | --- | ---------------------- | ----- |
|        | 1   | Mitch Evans            | 47    |
|        | 2   | Alexander Sims         | 46    |
|        | 3   | António Félix da Costa | 39    |
|        | 4   | Stoffel Vandoorne      | 38    |
|        | 5   | Lucas Di Grassi        | 32    |
|        | 6   | Sam Bird               | 28    |
|        | 7   | Oliver Rowland         | 28    |
|        | 8   | Maximilian Günther     | 25    |
|        | 9   | Edoardo Mortara        | 22    |
|        | 10  | André Lotterer         | 21    |
|        | 11  | Nyck de Vries          | 18    |
|        | 12  | Jean-Éric Vergne       | 16    |
|        | 13  | Sébastien Buemi        | 15    |
|        | 14  | Pascal Wehrlein        | 14    |
|        | 15  | Robin Frijns           | 10    |
|        | 16  | James Calado           | 10    |
|        | 17  | Daniel Abt             | 8     |
|        | 18  | Jérôme d'Ambrosio      | 3     |
|        | 19  | Felipe Massa           | 2     |
|        | 20  | Brendon Hartley        | 2     |
|        | 21  | Oliver Turvey          | 0     |
|        | 22  | Nico Müller            | 0     |
|        | 23  | Neel Jani              | 0     |
|        | 24  | Ma Qinghua             | 0     |
| Fonte: |     |                        |       |

Classifica squadre
| +/-    | Pos | Squadra                          | Punti |
| ------ | --- | -------------------------------- | ----- |
|        | 1   | BMW i Andretti Motorsport        | 71    |
|        | 2   | Panasonic Jaguar Racing          | 57    |
|        | 3   | Mercedes-Benz EQ Formula E Team  | 56    |
|        | 4   | DS Techeetah                     | 55    |
|        | 5   | Nissan e.dams                    | 43    |
|        | 6   | Audi Sport ABT Schaeffler        | 40    |
|        | 7   | Envision Virgin Racing           | 38    |
|        | 8   | ROKiT Venturi Racing             | 24    |
|        | 9   | TAG Heuer Porsche Formula E Team | 21    |
|        | 10  | Mahindra Racing                  | 17    |
|        | 11  | Geox Dragon                      | 2     |
|        | 12  | NIO 333 FE Team                  | 0     |
| Fonte: |     |                                  |       |